# Штюрмер, Карл Генрих
Карл Генрих Штюрмер (нем. Karl Heinrich Stürmer) — немецкий оперный певец (тенор) начала XIX века, выступавший на оперных сценах Берлина.
Известен как первый исполнитель партий егеря Макса в опере Карла Марии Вебера «Вольный стрелок» (18 июня 1821) и Филиппа фон Гогенштауфена в «Агнес фон Гогенштауфен» Гаспаре Спонтини (1829), а также исполнитель партии Евангелиста в организованном по инициативе Феликса Мендельсона берлинском исполнении «Страстей по Матфею» Иоганна Себастьяна Баха 11 марта 1829 года — рубежном для возрождения широкого интереса к баховской музыке. Штюрмер же был среди солистов на премьере Большой торжественной музыки для Дюреровского фестиваля самого Мендельсона (1828).